# Colle dell'Arietta
Il Colle dell'Arietta (in francese col d'Arietta - 2.939 m s.l.m. ) è un valico che collega la val di Cogne con la val Soana.

## Caratteristiche

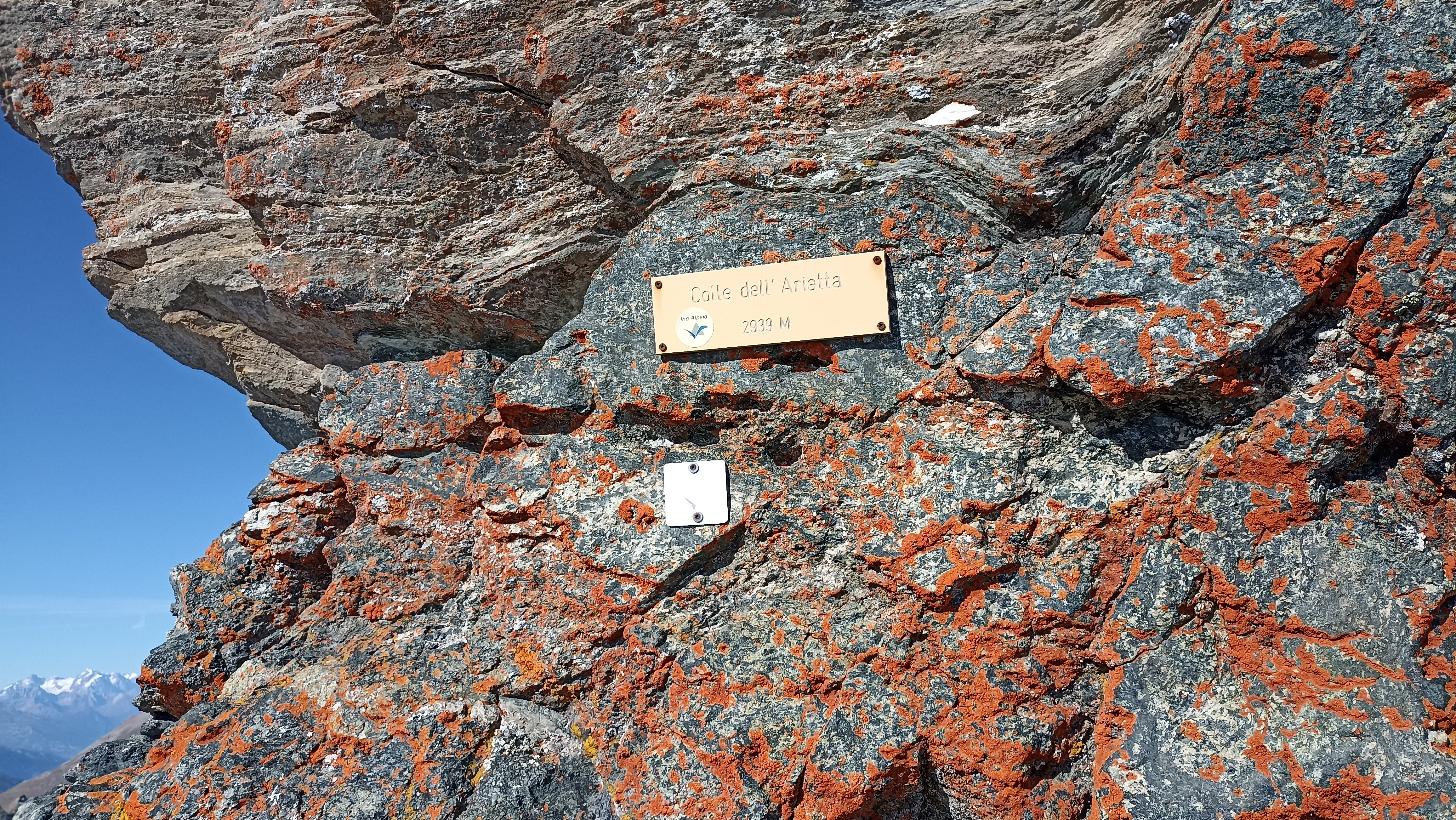
Cartello posto al colle.

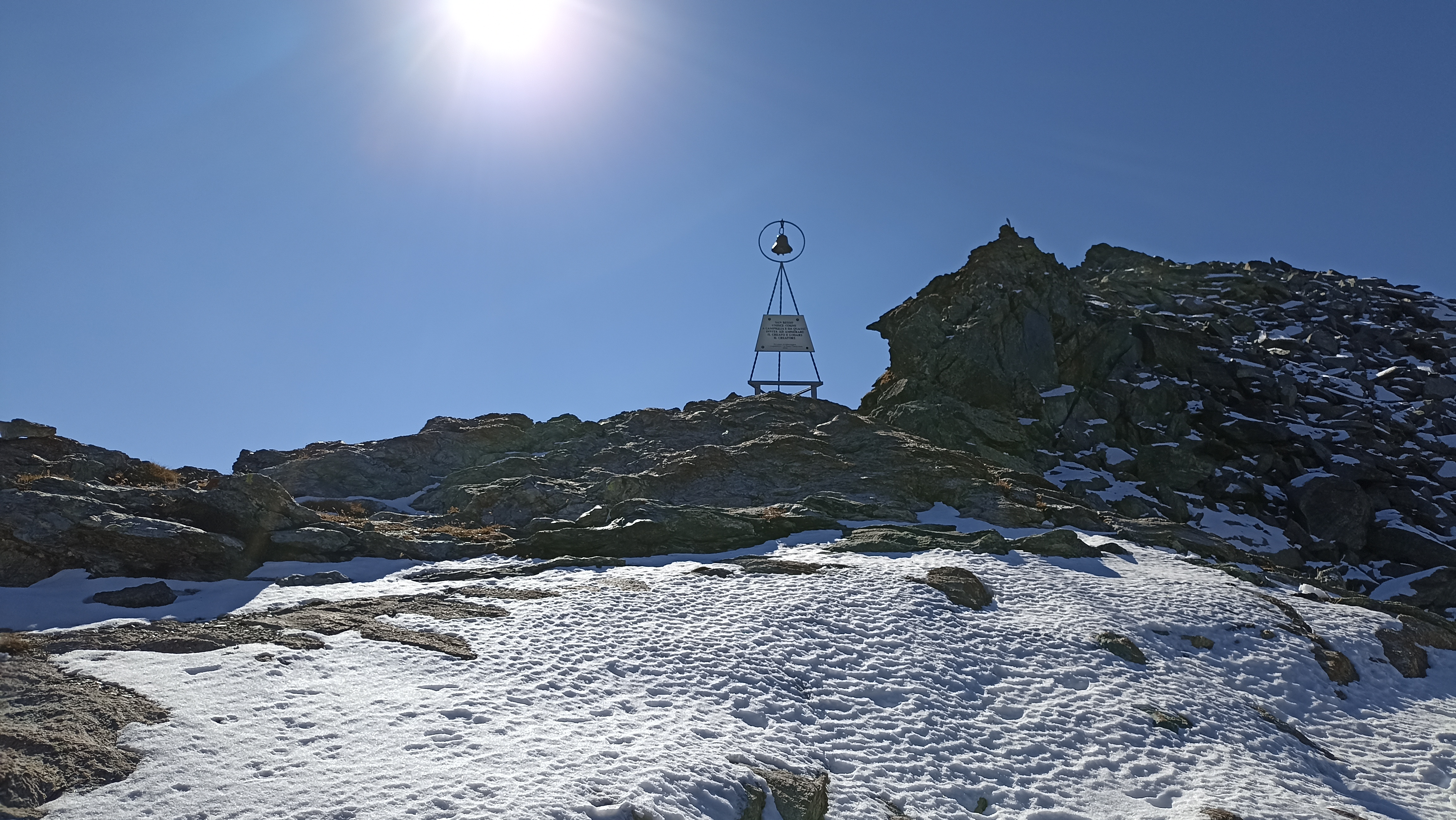
La campana posta nei pressi del colle.

Il valico si trova tra il vallone dell'Urtier ed il vallone di Campiglia.
Dal punto di vista orografico separa il Massiccio del Gran Paradiso dal Gruppo della Rosa dei Banchi e si trova tra la Testa dell'Arietta (fr. Tête d'Arietta - 3.001 m) e la Testa della Nouva (fr. Tête de la Nouva - 3.034 m).

## Accesso al colle
Dal versante piemontese si può salire al colle partendo da Campiglia Soana, mentre dal versante valdostano si può partire da Lillaz.
Da Campiglia Soana, seguendo l'antica strada reale di caccia, si raggiunge la Piana d'Azaria. Verso il fondo della piana si prende il sentiero che sale sulla destra e raggiunge la Grangia Arietta ed il Pian dei Morti. Superati vari valloncelli, si arriva sotto il colle che lo si raggiunge attraverso una evidente cengia alquanto faticosa.